# 15 Batalion Saperów (1939)
15 batalion saperów (15 bsap) – oddział saperów Wojska Polskiego II RP z okresu kampanii wrześniowej.
Batalion nie występował w pokojowej organizacji wojska. 17 kwietnia 1939, w grupie jednostek oznaczonych kolorem niebieskim, 8 batalion saperów sformował baon saperów typu IIa nr 15 przeznaczony dla 15 Wielkopolskiej Dywizji Piechoty.

## Działania wojenne
W ostatnich dniach sierpnia 1939 batalion rozpoczął budowę 3 mostów na rz. Brdzie w rejonie Bydgoszczy, które ukończono w pierwszych dniach września, w tym samym okresie część batalionu przygotowywała zniszczenia mostu kolejowego na rz. Wiśle i drogowego w Tczewie. 7 września batalion wycofując się z rejonu Bydgoszczy bierze udział w walce w rejonie Gniewkowa. 16 września podczas dalszego wycofywania się osiąga rejon Brześć Kujawski i wykonuje przeprawę (2 mosty) na rz. Bzura. Po przekroczeniu rz. Bzura batalion dalej wycofuje się w rejon Warszawy, gdzie zakłada miny przeciwpancerne na przedpolu Warszawy, oraz pracuje przy budowie barykad.

## Struktura i obsada etatowa
Obsada personalna we wrześniu 1939
Dowództwo batalionu
- dowódca – mjr Jan Guderski
- zastępca dowódcy – kpt. Włodzimierz Bojko
- adiutant – ppor. Jerzy Mustajew
- oficer materiałowy – ppor. rez. Henryk Wacław Bałbaszewski[a]
- płatnik – por. Szymański
- lekarz – ppor. Niedziela

1 kompania saperów
- dowódca kompanii – por. Eustachy Wandycz 
  - dowódca plutonu – ppor. Paweł Jagodziński
  - dowódca plutonu – ppor. Kędzierski

2 kompania saperów
- dowódca kompanii – por. Leon Tarajkowicz[7]
  - dowódca plutonu – ppor. rez. Edwin Bernard Oszwałdowski[b]
  - dowódca plutonu – pchor. Roguś

3 zmotoryzowana kompania saperów
- dowódca kompanii – por. Józef Dalecki 
  - dowódca plutonu – ppor. Bujno
  - dowódca plutonu – ppor. Strauch
  - dowódca plutonu – pchor. Arczyński

kolumna saperska
- dowódca kolumny – por. rez. Adam Kisielewski[c]
- dowódca plutonu – chor. Kowalski